# Эмакхазени
Эмакхазени (eMakhazeni) — административный центр местного муниципалитета Эмакхазени в районе Нкангала провинции Мпумаланга (ЮАР) в 210 км езды от Претории.

## История
Город был основан на месте фермы, которой владел Ричард О'Нейл из Северной Ирландии, и получил название Бе́лфаст.

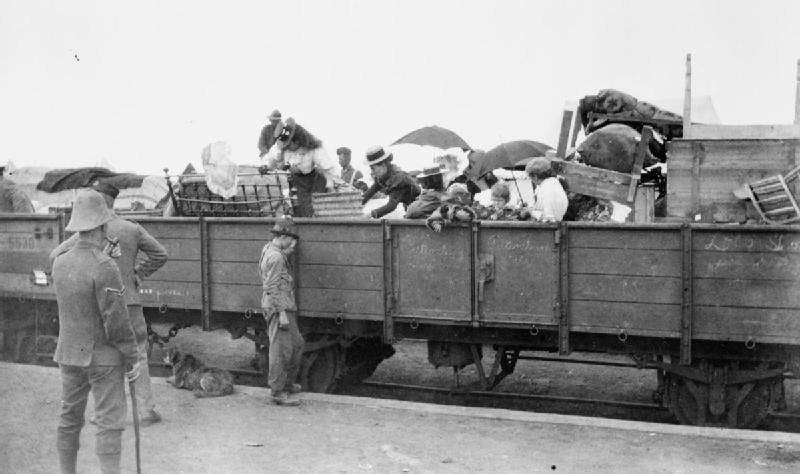
Поезд с бурскими беженцами в британском лагере в Белфасте.

Во время Второй англо-бурской войны в городе и его окрестностях произошло несколько сражений и стычек. В 30 км к югу от Белфаста на реке Комати 7 ноября 1900 года произошла битва при Лелифонтейне, за которую трое Королевских канадских драгун были награждены Крестом Виктории. Позднее британцы построили здесь концлагерь для бурских женщин и детей. Несколько Крестов Виктории были вручены за бой на Монумент-Хилл, который находится на окраине города. Во время войны в городе проживал Мейер де Кок. Сдавшись англичанам в плен, он основал в Белфасте комитет мира и попытался убедить бурских коммандос, которые располагались лагерем на горе Стенкампс, примерно в 20 милях от Белфаста, сдаться. Схвачен ими за государственную измену и расстрелян 12 февраля 1901 года.
В октябре 2009 года Белфаст был официально переименован в Эмакхазени.

## Демография
В городе на 2011 год проживало 4 466 человек. Плотность населения — 124,69 чел/км². 52,6 % населения города составляли белые, 39,9 % — банту, 4,4 % цветные, 2,6 % индийцы, 0,5 % — другие. Для 57,1 % родным языком был африкаанс, для 12,3 % зулу, для 7,6 % — свази, для 6,9 % — английский, 16,0 % указали другие языки.

## Экономика
В этом городе есть грузопассажирская станция на железной дороге Претория—Мапуту.
Крупный туристический центр. В городе расположены крупнейший в мире производитель и дистрибьютор луковиц тюльпанов и старейшая в Южной Африке плантация голубых эвкалиптов.